# توماس بیدگین
توماس بیدگین (انگلیسی: Thomas Bidegain؛ زادهٔ ۲۳ مارس ۱۹۶۸) فیلم‌نامه‌نویس، تهیه‌کننده و کارگردان فیلم اهل فرانسه است. وی از سال ۲۰۰۱ میلادی تاکنون مشغول فعالیت بوده‌است.